# 都靈 (中土大陸)
在托爾金（J. R. R. Tolkien）的小說的中土大陸裡，托爾金取都靈（Durin）這名字，是源於北歐神話裡矮人的姓名。

## 不死都靈
在托爾金的神話裡，凱薩督姆（Khazad-dûm）國王都靈一世（Durin I），即著名的不死都靈，是矮人祖先裡最年長的一位。他是由奧力（Aulë）所創造的。都靈一直在中土大陸的山下，直到精靈的出現。都靈這名字，正如托爾金的其他矮人名字，是取自古北歐語：通用語來自英語。河谷鎮（Dale）的語言則來自古北歐語。
都靈在迷霧山脈（Misty Mountains）以北的剛達巴山（Mount Gundabad）甦醒，其後，這裡被認為是神秘的地方。他醒後，到處行走，其他的矮人祖先也甦醒了。最後他抵達迷霧山脈的鏡湖（Mirrormere），他在那裡建立了矮人城市凱薩督姆，其後被稱為摩瑞亞。
都靈的子民是長鬚族矮人（Longbeards），通常稱為都靈部族（Durin's folk）。
都靈被稱為不死都靈是因為他的存活年齡比其他矮人更長，他被其他矮人所尊敬，包括他甦醒的剛達巴山。
都靈被相信可再生六次，的確，在歷史上，有六位都靈後裔被認為與都靈非常相似，認為他們是都靈的化身。

## 都靈二世（第一紀元）
有關都靈二世的統治知之不詳，凱薩督姆的矮人和人類達成了協議，人類以糧食來換取矮人的武器，這使矮人足以有地抵抗附近的半獸人。這使兩族共同對抗半獸人，往往由矮人步兵混編人類的馬騎弓手。

## 都靈三世（第二紀元中）
都靈三世是第一個矮人七戒其中一戒的持有者，外人並不知道，直至第三紀元末。凱勒布理鵬（Celebrimbor）將那只戒指交給他。精靈與索倫之戰爭爆發，都靈三世與伊瑞詹的精靈結盟，但矮人未能保衛領地，使凱薩督姆的人口減少。

## 都靈四世（第二紀元末/第三紀元初）
他居住在凱薩督姆，在戒指的協助下復興。他加入了伊蘭迪爾（Elendil）及吉爾加拉德（Gil-galad）的最後同盟。

## 都靈五世（第三紀元初）
都靈五世居住在凱薩督姆，在戒指的協助下復興。

## 都靈六世（第三紀元中）
都靈六世是凱薩督姆的矮人國王，矮人挖掘秘銀（mithril）過深而喚醒了炎魔（Balrog）。第三紀元1980年，炎魔殺死都靈六世，炎魔遂成為都靈的剋星（Durin's Bane）。都靈六世是首個被殺的都靈化身。其子耐恩（Náin）繼位，在翌年亦被炎魔所殺。凱薩督姆被廢棄。

## 都靈七世及其後（第四紀元初）
都靈七世是索林三世（Thorin III Stonehelm）的後裔，甚至說是索林三世之子。都靈七世是孤山（Erebor）及鐵丘陵（Iron Hills）的統治者。他似乎是在五軍之戰（Battle of Five Armies）時出生。第四紀元開始後不久，他帶領都靈部族返回凱薩督姆。

## 註腳
1. ↑  見杜林 (北歐神話)